# Pobles del Sud (València)
Els Pobles del Sud, també coneguts com a Poblats del Sud, és el districte número 19 de la ciutat de València, capital del País Valencià. Sent el més extens, comprén fins a huit barris, dels quals el més populós és El Castellar-l'Oliveral. Una de les zones més naturals de la ciutat, inclou part del Parc Natural de l'Albufera de València.

## Geografia

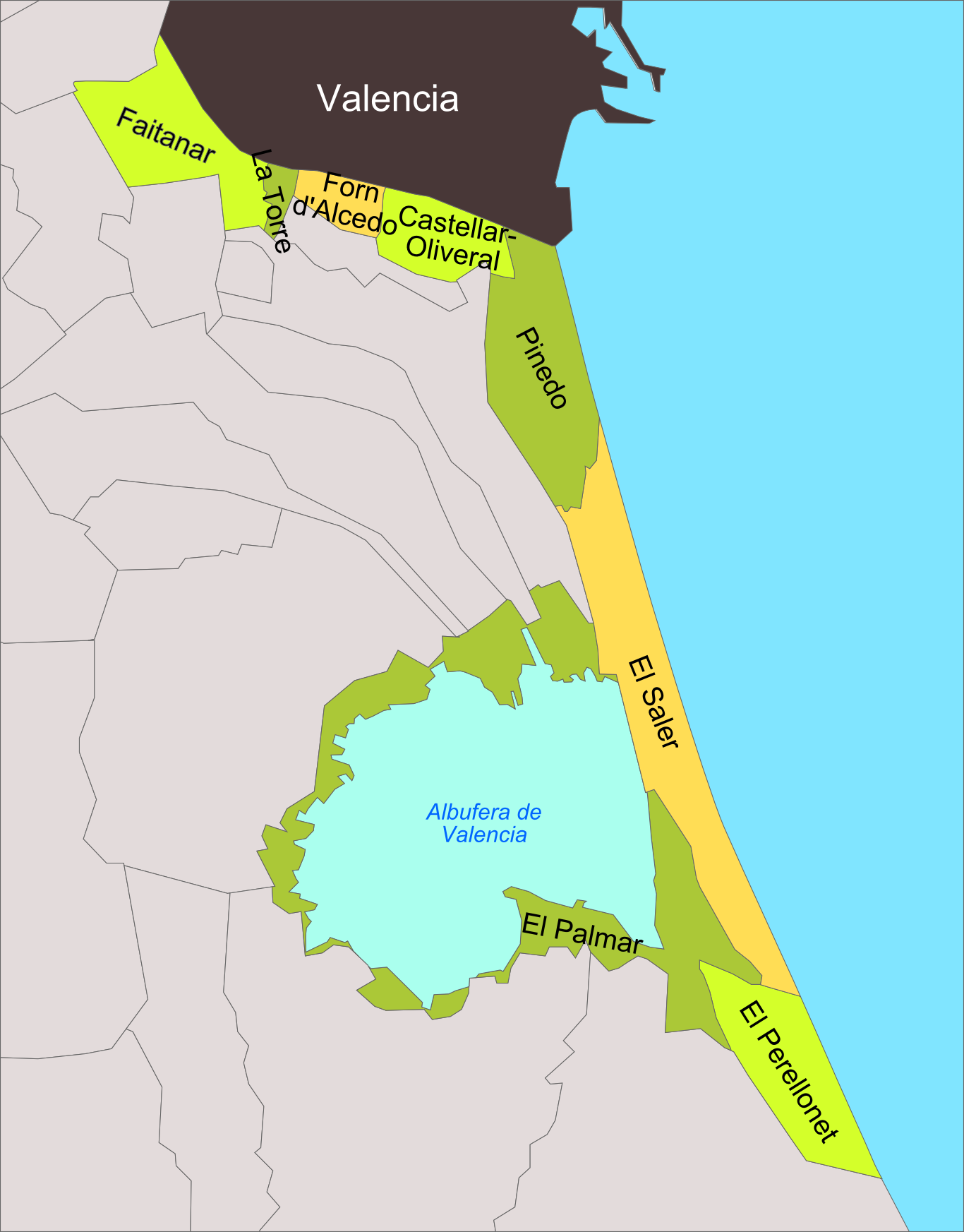
Barris del districte

El districte dels Pobles del Sud, com el seu nom indica, es troba localitzat a l'extrem meridional del terme municipal de la ciutat de València, a la comarca homònima del País Valencià. Tot i no pertànyer administrativament, cultural i històricament els Pobles del Sud són part de l'antiga comarca de l'Horta. Administrativament, el districte limita al nord amb els districtes valencians de Patraix, Jesús i Quatre Carreres; a l'est fa costa amb el golf de València; al sud limita amb els municipis de Sollana i Sueca, tots dos a la comarca de la Ribera Baixa; i a l'oest amb els municipis de Silla, Albal, Catarroja, Alfafar, Massanassa, Paiporta, Picanya, Xirivella, Sedaví, tots ells a la comarca de l'Horta Sud.
Tot i ser el districte de més extensió de València, és un dels menys poblats, ja que es tracta d'un territori dispers i rural (aïllats del nucli urbà de la ciutat pel curs de la nova llera del riu Túria), la majoria del terreny està encara ocupada per l'horta i l'Albufera de València. De gran riquesa natural, al districte es troben, a més de l'abans esmentada Albufera, diverses séquies com ara la de Benàger i Faitanar al nord, i la devesa del Saler, part del Parc Natural de l'Albufera de València.

### Barris
El districte dels Pobles del Sud comprén huit barris, numerats per un ordre de l'Ajuntament de València. Els barris amb la seua població, superfície en hectarees i densitat són els següents:
| |          |          |          |
| \| Municipi \| Població \| Extensió \| Densitat \| \| -------------------------- \| -------- \| -------- \| -------- \| \| El Forn d'Alcedo[3] \| 1.281 \| 120,1 \| 10,7 \| \| El Castellar-l'Oliveral[4] \| 6.798 \| 299 \| 22,7 \| \| Pinedo[5] \| 2.597 \| 652,6 \| 4 \| \| El Saler[6] \| 1.895 \| 824,8 \| 2,3 \| \| El Palmar[7] \| 763 \| 321,2 \| 2,4 \| \| El Perellonet[8] \| 1.488 \| 492,8 \| 3 \| \| La Torre[9] \| 4.878 \| 42 \| 116,1 \| \| Faitanar[10] \| 1.589 \| 490,3 \| 3,2 \| \| Total \| 21.289 \| 6.617 \| 3,2 \| |          |          |          |
| Municipi | Població | Extensió | Densitat |
| El Forn d'Alcedo | 1.281    | 120,1    | 10,7     |
| El Castellar-l'Oliveral | 6.798    | 299      | 22,7     |
| Pinedo | 2.597    | 652,6    | 4        |
| El Saler | 1.895    | 824,8    | 2,3      |
| El Palmar | 763      | 321,2    | 2,4      |
| El Perellonet | 1.488    | 492,8    | 3        |
| La Torre | 4.878    | 42       | 116,1    |
| Faitanar | 1.589    | 490,3    | 3,2      |
| Total | 21.289   | 6.617    | 3,2      |

## Història

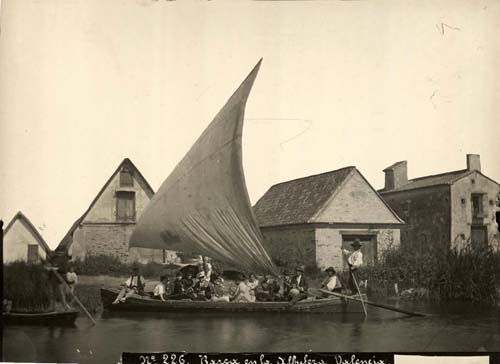
Barques a l'Albufera (1888)

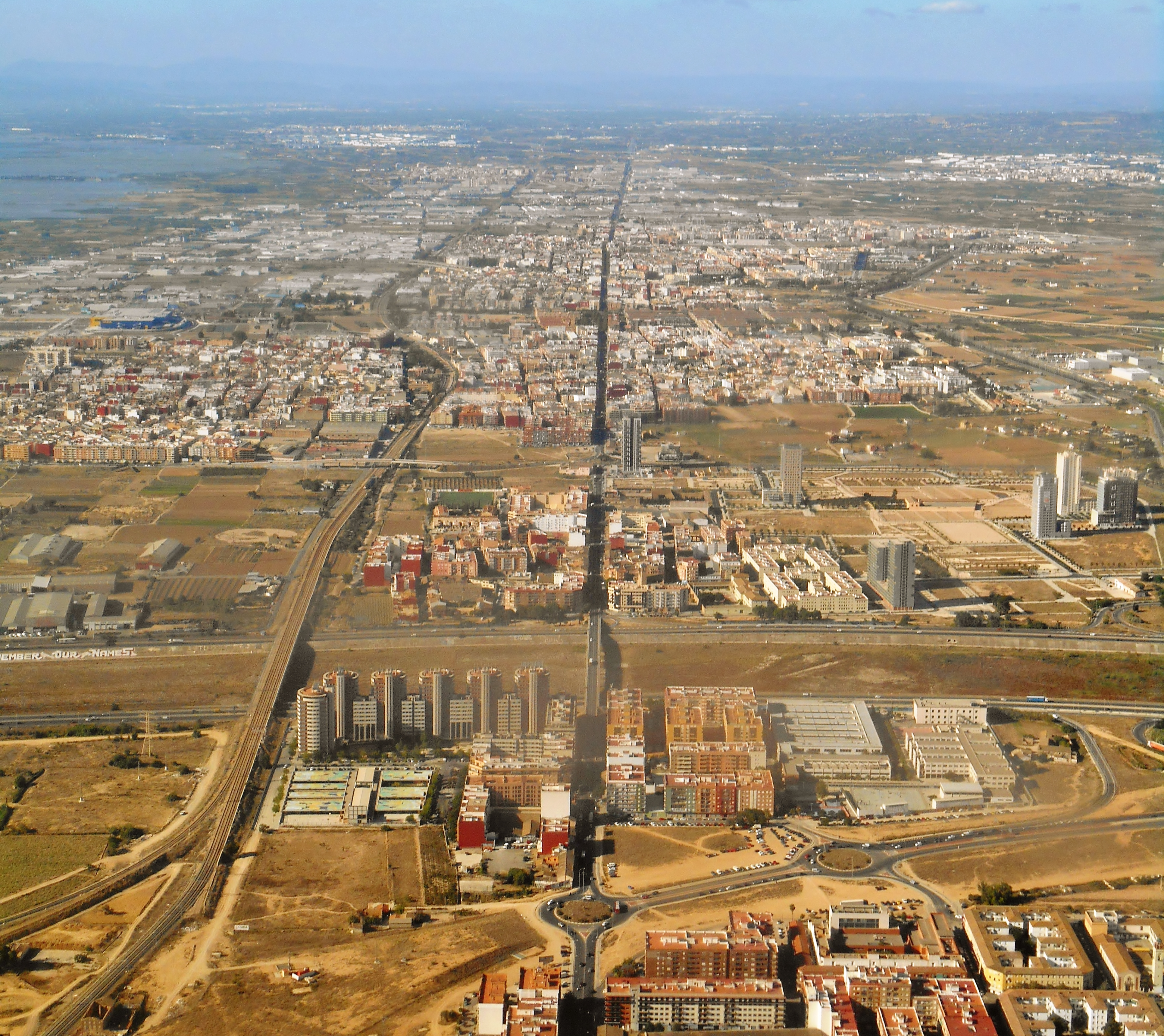
Nou riu Túria, La Torre

Des del 1238, l'Albufera i la devesa van ser domini personal del rei Jaume I, que va voler reservar aquests paratges com a patrimoni de la corona. Va ser el monarca qui començà amb l'explotació del recursos, va regular la pesca, i va establir privilegis. La tasca de regulació de la pesca va ser continuada per monarques com Martí l'Humà i Ferran el Catòlic. L'any 1761, el rei Carles III va dictar una Reial Ordre per a la protecció especial de l'Albufera i el seu entorn, establint normes per a la conservació de la riquesa del paratge. Durant el segle xviii naixen les actuals institucions de pescadors de Silla, Catarroja i El Palmar, sorgides del Comú de Pescadors de la Ciutat de València que regulava la gestió de la pesca a l'Albufera.
L'any 1865, la propietat del parc de l'Albufera va passar de la corona a l'estat. El territori que actualment són els Pobles del Sud fou annexat a València el 1877, al mateix temps que Russafa, municipi al qual pertanyien els pobles que ara són barris.
Amb l'inici de segle, el 1927 el parc de l'Albufera va ser adquirit per l'Ajuntament de València. Durant els anys 1960 i el període conegut com a desarrollisme, es produeix la major crisi ambiental de l'Albufera. La implantació d'indústries i l'ús de l'agricultura intensiva a la conca de la llacuna, així com la urbanització descontrolada de la costa en foren les causes. El 1962, l'ajuntament va fer una cessió de terrenys al Ministeri d'Informació i Turisme per construir-hi un parador de Turisme i un camp de golf (encara avui existents) i l'any 1967, comencen els projectes d'urbanització del llac que només una contestació massiva, popular i periodística, sota el lema «El Saler per al poble», va aconseguir aturar. Després de la riuada de 1957 i amb la construcció del colossal Pla Sud, el territori de l'actual districte va quedar separat de la resta del terme municipal per la cicatriu urbana que és la rambla del riu Túria i la carretera V-30, que marquen la frontera nord dels Pobles del Sud. L'any 1979, amb l'arribada del nou règim parlamentàri, l'Ajuntament de València va crear els nous districtes, sent un d'ells els Pobles del Sud. Finalment, el mateix any, el primer ajuntament democràtic va declarar la devesa i l'Albufera llocs públics per a ús de la ciutadania, i el 8 de juliol del 1986 el govern valencià el va declarar Parc natural. L'any 1992, el primer decret de declaració va ser anul·lat pel Tribunal Suprem per defecte de forma, i el 31 de maig del 1993 es va tornar a fer la declaració de manera definitiva.
Actualment, els Poblats del Sud depenen de l'ajuntament de València amb la consideració de districte. No obstant això, donada la seua condició de poblament rural, compta, d'acord amb les lleis estatals i autonòmiques pertinents, amb set alcaldes de barri que s'encarreguen de vetllar pel bon funcionament del barri i de les relacions cíviques, signar informes administratius i elevar a l'ajuntament de la ciutat les propostes, suggeriments, denúncies i reclamacions dels veïns. Les alcaldies de barri es troben a Castellar-Oliveral, El Palmar, El Perellonet, El Saler, Forn d'Alcedo, La Torre i Pinedo.

## Demografia
Població segons origen (2022)
Activitats econòmiques (2022)

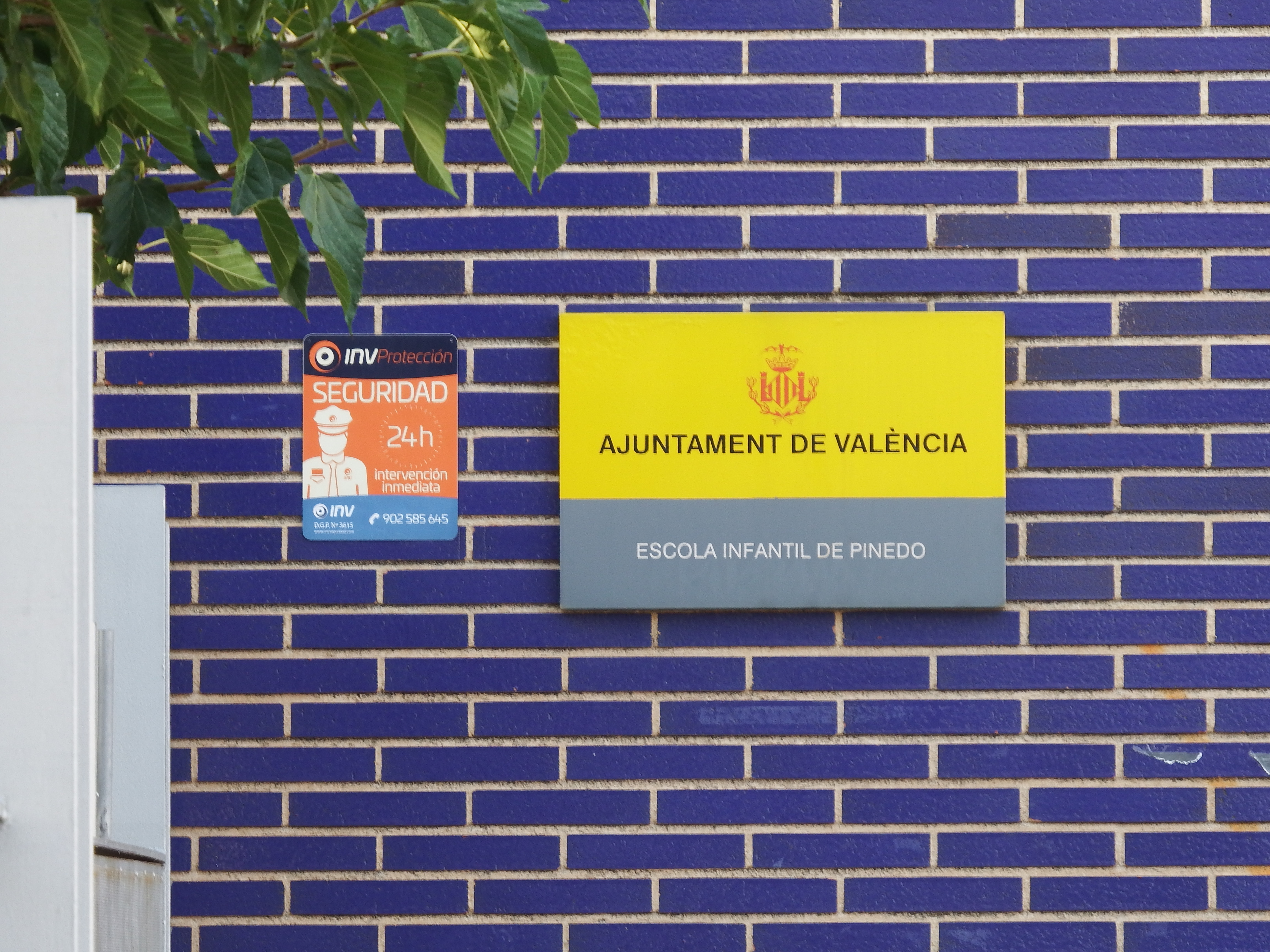
Bressola municipal de Pinedo

Des dels primers registres de l'any 1970, la població del districte dels Pobles del Sud ha estat augmentant de manera estable i moderada. Segons la fitxa d'estadística de l'Ajuntament de València de l'any 2022, als Pobles del Sud viuen 21.289 persones, de les quals hi han 10.469 homes i 10.820 dones; majoritàriament entre els 40 i 50 anys ambdós sexes. Segons origen, el grup més nombrós és el nascut a València amb més d'un 60% de les persones, seguit d'un 17% nascut a l'estranger i vora un 12% a la resta d'Espanya; el percentatge d'habitants nascuts a la resta de la comarca de l'Horta i el País Valencià és sensiblement menor. Quant a alfabetització, el grup més nombrós d'habitants té "Batxiller, Formació Professional de Segon Grau o Títols equivalents o superiors" seguit del que té "graduat escolar o equivalent" fent aquests dos grups més del 50% de la població. El creixement vegetatiu és de -40. El districte disposa de 9 centres d'educació preescolar i infantil (6 públics, 2 privats i 1 concertat); 6 centres d'educació primària (5 públics i 1 concertat/privat); 3 centres d'Educació Secundària Obligatòria (2 públics i 1 concertat/privat); 2 centres públics de batxillerat; 1 centre concertat de cicles formatius de grau mitjà i 1 centre públic de cicles formatius de grau superior. L'etàpa educactiva amb més alumnes és la primària, seguida de la ESO. Les activitats econòmiques del districte són majoritàriament del sector terciari o serveis.
| Gràfica d'evolució de Pobles del Sud entre 1970 i 2021 |
|                                                        |

## Transport

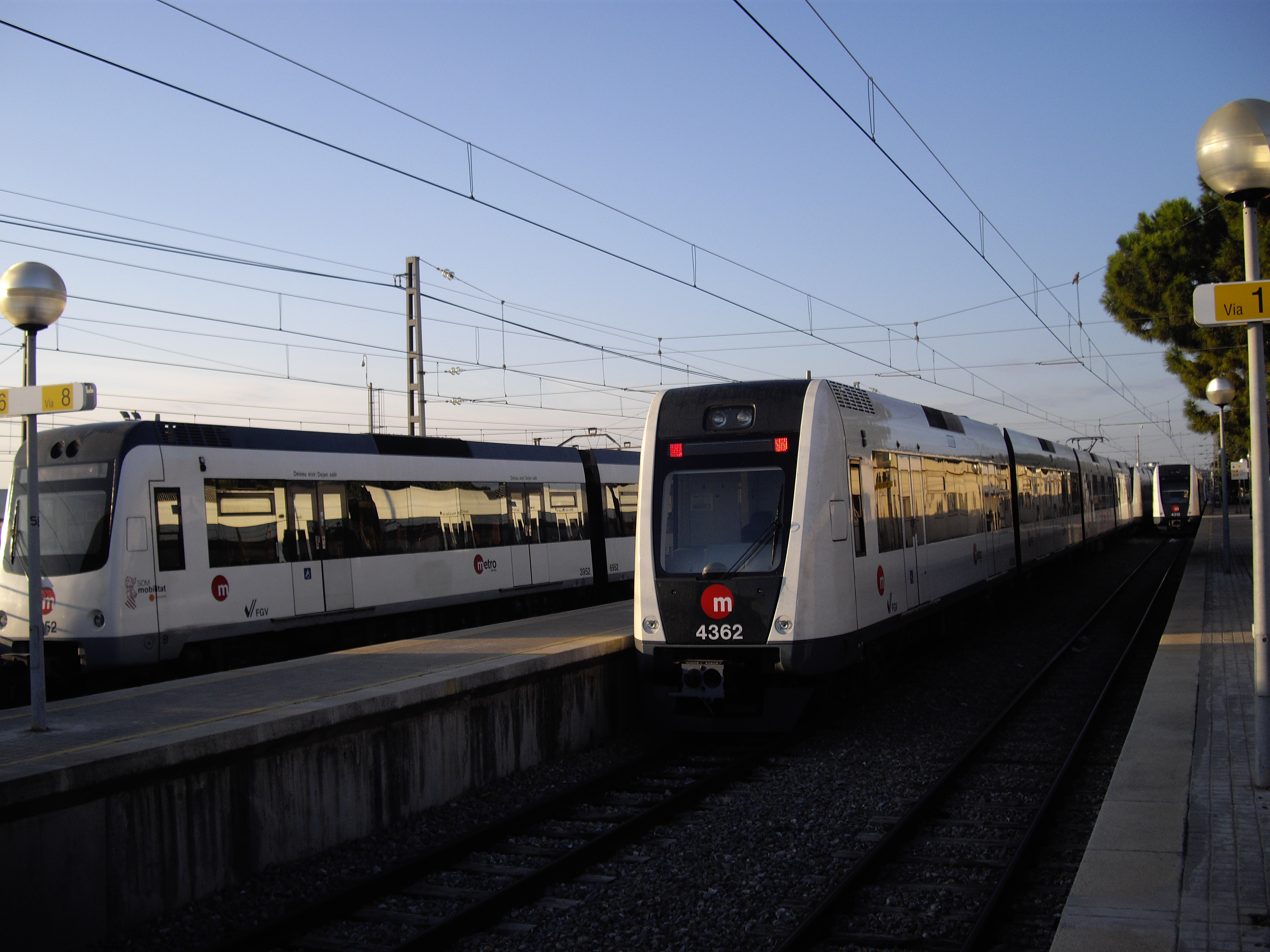
Estació de València Sud, Faitanar

### Públic
- Ferrocarrils de la Generalitat Valenciana-Metrovalència (FGV)
  - València Sud (Faitanar)
- Empresa Municipal de Transports de València (EMT)
  - 9 - 14 - 15 - 23 - 24 - 25 - 27
- Valenbisi

### Carretera
- AVM - CV-500 - Ronda Sud - V-30 - V-31